# Elisabeth Mette
Elisabeth Mette (* 21. Januar 1953 in Niederding, Oberbayern) ist eine deutsche Juristin und Richterin. Sie war von 2010 bis 2018 Präsidentin des Bayerischen Landessozialgerichts. Damit stand sie als erste Frau an der Spitze dieses Gerichts und war eine von drei Frauen, die ein Gericht in Bayern leiteten. Außerdem war sie von 2009 bis 2017 Richterin am Bayerischen Verfassungsgerichtshof.

## Werdegang

### Juristische Karriere
Elisabeth Mette begann 1979 ihre berufliche Laufbahn als Regierungsrätin z. A. beim Versorgungsamt München II. Im Juni 1980 wurde sie als Richterin auf Probe an das Sozialgericht München versetzt und wechselte kurze Zeit später an das Sozialgericht Augsburg. Von Januar 2000 an war sie als Richterin am Bayerischen Landessozialgericht tätig, seit 1. Januar 2007 als Vorsitzende Richterin am Landessozialgericht in Schweinfurt. Mit Wirkung vom 1. Januar 2009 wurde sie zur Leiterin der Zweigstelle des Bayerischen Landessozialgerichts in Schweinfurt ernannt und am 15. Oktober 2009 folgte ihre Ernennung zur Vizepräsidentin des Bayerischen Landessozialgerichts.
Am 13. Juli 2010 bestimmte sie der Bayerische Ministerrat in Nachfolge des ausscheidenden Klaus Brödl zur Präsidentin des Bayerischen Landessozialgerichts. Sie trat die Stelle am 23. Juli 2010 an. Damit war sie eine von drei Frauen, die ein Gericht in Bayern leiteten. Ende August 2018 trat Elisabeth Mette in den Ruhestand.

### Bayerischer Verfassungsgerichtshof
Am 11. November 2009 wurde Mette vom Bayerischen Landtag mit 132 von 151 Stimmen zum berufsrichterlichen Mitglied am Bayerischen Verfassungsgerichtshof gewählt. Nach Ablauf der Wahlperiode trat Mette nicht mehr zur Wahl für dieses Ehrenamt an. Am 17. Oktober 2017 wurde Tatjana Lilienfeld, damals Richterin am Bayerischen Landessozialgericht, zu ihrer Nachfolgerin gewählt.

### Schlichtungsstelle
Seit dem 15. Juli 2020 ist Mette Schlichterin bei der Schlichtungsstelle der Rechtsanwaltschaft. Diese ist eine Anlaufstelle für Verbraucher nach dem Verbraucherbeteiligungsgesetz (VSBG). Sie besteht seit 2011 und schlichtet vermögensrechtliche Streitigkeiten zwischen Rechtsanwälten und ihren Mandanten. Im Tätigkeitsbericht der Schlichtungsstelle für 2020 formulierte die Juristin das Ziel, althergebrachte ebenso wie moderne Kommunikationsmittel vermehrt zu nutzen, um die Schlichtungsstelle als Einrichtung zur konsensualen Konfliktlösung zu präsentieren, deren Inanspruchnahme sich für beide Seiten lohne. 2020 wurden 1.012 Fälle angenommen, gut 62 Prozent der unterbreiteten Vorschläge, und zwar überwiegend aus dem Zivil- und Familienrecht. Die Verfahrensdauer sei um etwa 11 Prozent verkürzt worden.

### Positionen
2017 forderte Elisabeth Mette mehr Sozialrecht in der juristischen Ausbildung. Als Mitglied der Expertenkommission zur Überarbeitung des Polizeiaufgabengesetzes bereitete sie ab 2018 zahlreiche Änderungen dieses Gesetzes vor, die zu einer Novelle des Gesetzes im Jahr 2020 führten. Unter anderem wurden eine reduzierte Höchstdauer des Gewahrsams, eine Beschränkung des Einsatzes von Body-Cams in Wohnungen sowie ein besserer Opferschutz und Rechtsschutz für die Betroffenen erreicht.

### Ämter und Mitgliedschaften
- Mitherausgeberin der Neuen Zeitschrift für Sozialrecht[8]
- Ab 2015 Mitglied im erweiterten Vorstand der Münchener Juristischen Gesellschaft e. V.[9]
- 2018 bis 2019 Mitglied der Expertenkommission zum Polizeiaufgabengesetz[10]
- Seit Februar 2020 Leitung der Projektgruppe des Bistums Augsburg zur Untersuchung von sexueller Gewalt in Kinderheimen[11][12][13]